# Distrito electoral de Stockton (condado de Lancaster, Nebraska)
Stockton (en inglés: Stockton Precinct) es un distrito electoral ubicado en el condado de Lancaster en el estado estadounidense de Nebraska. En el Censo de 2010 tenía una población de 888 habitantes y una densidad poblacional de 10,46 personas por km².

## Geografía
Stockton se encuentra ubicado en las coordenadas 40°44′25″N 96°30′53″O / 40.74028, -96.51472. Según la Oficina del Censo de los Estados Unidos, Stockton tiene una superficie total de 84.89 km², de la cual 84.88 km² corresponden a tierra firme y (0%) 0 km² es agua.

## Demografía
Según el censo de 2010, había 888 personas residiendo en Stockton. La densidad de población era de 10,46 hab./km². De los 888 habitantes, Stockton estaba compuesto por el 95.16% blancos, el 1.24% eran afroamericanos, el 0.11% eran amerindios, el 2.03% eran asiáticos, el 0% eran isleños del Pacífico, el 0.68% eran de otras razas y el 0.79% pertenecían a dos o más razas. Del total de la población el 2.14% eran hispanos o latinos de cualquier raza.